# Летичівський повіт
Летичівський повіт — адміністративно-територіальна одиниця Подільської губернії Російської імперії утворена в 1795 році. Повітовий центр — місто Летичів (1795—1922), Деражня (1922—1923).
На заході повіт межував з Проскурівським, на півдні з Ушицьким, на південному сході з Могилівським, на сході з Літинським повітами Подільської губернії та з Старокостянтинівським повітом Волинської губернії на півночі. Площа повіту становила 247 021 десятин (2 699 км²).
Згідно з переписом населення Російської імперії 1897 року в повіті проживало 184 477 осіб. З них 80,83 % — українці, 13,22 % — євреї, 3,69 % — росіяни, 1,72 % — поляки.
Всіх населених пунктів в повіті було 675, в тому числі одне місто і 6 містечок. Повіт поділявся на 8 волостей:
- Летичів, місто
- Бахматовецька волость
- Війтовецька волость
- Деражнянська волость
- Женишковецька волость
- Зіньківська волость
- Меджибізька волость
- Михалпільска волость
- Сусловецька волость

## Маршалки повіту
Маршалком повіту у квітні 1797 року був обраний Шимон Биковський (до того — звенигородський хорунжий). Від 1800 року цю посаду обіймав Каетан Пешинський (від 1797 року — хорунжий Летичівського повіту; від вересня 1802 року — маршалок Подільської губернії).